# …Nothing Like the Sun
…Nothing Like the Sun é o segundo álbum de estúdio de Sting que se tornou um sucesso mundial  (primeiro lugar na Inglaterra e nono lugar nos EUA), trazendo grandes hits como "Englishman in New York" e "We'll Be Together" e "They Dance Alone" (que fala da opressão no Chile) e "Fragile".
O disco também contou com várias participações especiais como Andy Summers, Mark Knopfler dos Dire Straits, Gil Evans que orquestrou "Little Wing" (sucesso de Jimmy Hendrix) e, além de sua banda, trouxe o baterista de jazz Manu Cachet. O álbum fez muito sucesso no Brasil, onde Sting iniciou sua turnê no estádio do Maracanã lotado, tornando-se inesquecivel.

## Descrição
Consiste num álbum que junta estilos de jazz e de rock em doze músicas sobre amor, política e o significado da vida.
O título do álbum é inspirado num verso de Shakespeare - "My mistress's eyes are nothing like the sun" -, cujo soneto desenvolve uma visão do amor bastante terreno e realista, por uma mulher "de carne e osso", longe de ser perfeita e do idealismo do amor. Sting resiste assim, na maioria das músicas, à sua tendência para o místico e compõe canções sobre emoções ("Be Still My Beating Heart", "Sister Moon"), dificeis sistemas sociais ("History Will Teach Us Nothing", "They Dance Alone") e comprometimento pessoal ("The Secret Marriage").
O disco foi influenciado por dois acontecimentos na vida de Sting: pelo falecimento da sua mãe no final de 1986 e, em segundo, pela sua participação na tour "A Conspiracy of Hope Tour" para Amnistia Internacional que levou Sting a partes da América Latina desvastadas pelas guerras civis onde pôde contactar com vitimas da opressão governamental. Neste sentido, "They Dance Alone (Cueca Solo)" foi influenciada pela sua preença nas demonstrações de luto das esposas e filhas dos homens do Chile presumidamente torturados e assassinados pelo regime militar de Pinochet. Estas mulheres dançavam a Cueca, dança tradicional do Chile, com fotografias dos seus entes queridos nas roupas.
O álbum tem um significado pessoal para Sting e este dedica-o à sua mãe que tinha falecido recentemente. Algumas músicas sofrem grande influência deste acontecimento e relacionam-se com a ligação mãe-filho e também com a quebra desta ligação no nascimento, casamento e morte. As músicas "The Lazarus Heart" e a "The Golden Bough" espelham, no sentido Freudiano, um artista cuja criatividade deriva de uma falha/dor infligida pela sua mãe.
"Englishman in New York" e "Sister Moon" dão continuidade à influência de jazz presente no primeiro álbum de Sting. Por outro lado, o primeiro single e maior hit, "We'll Be Together" estão presentes ritmos dance e funk; atingiu o #7 lugar no Billboard Hot 100 charts no final de 1987 e esteve nas tabelas de top R&B. No total, as vendas do disco ultrapassaram os 2 milhões, tornando-se um dos seus "best-sellers".
O álbum inspirou uma parceria espanhola/portuguesa, dando origem ao mini-álbum de 1988, Nada como el Sol, no qual quatro músicas do álbum original foram cantadas em espanhol ou em português, ou no caso da música "Fragile", em ambas as línguas.

## Faixas
1. "The Lazarus Heart"
2. "Be Still My Beating Heart"
3. "Englishman In New York" (Theme From Movie)
4. "History Will Teach Us Nothing"
5. "They Dance Alone" (Cueca Solo)
6. "Fragile"
7. "We'll Be Together"
8. "Straight To My Heart"
9. "Rock Steady"
10. "Sister Moon"
11. "Little Wing"
12. "The Secret Marriage"

## Participações
- Sting — artista principal, Vocalista, baixo, Guitarra
- Gil Evans — Conductor
- Renée Geyer — Coro
- Dollette McDonald — Coro
- Janice Pendarvis — Coro
- Vesta Williams — Coro
- Kenwood Dennard — Percussão
- Manu Katché — Percussão
- Andy Newmark — Percussão
- Gil Evans Orchestra — Músicos
- Mino Cinelu — Percussão
- Rubén Blades — Voz, Guitarra
- Mark Egan — Guitarra baixo
- Hiram Bullock — Guitarra
- Eric Clapton — Guitarra
- Fareed Haque — Guitarra
- Mark Knopfler — Guitarra
- Andy Summers — Guitarra
- Kenny Kirkland — sintetizador
- Ken Helman — Piano
- Branford Marsalis — saxofone

## Sucesso
- #1 Reino Unido
- #9 U.S., U.S. vendas: 2,000,000

### Singles
- 1987 - "We'll Be Together" #7 US
- 1988 - "Be Still My Beating Heart" #15 US
- 1990 - "Englishman in New York" (remix) #15 UK